# Nartnica
Nartnice (latinsko ossa tarsi) imenujemo sedem kosti v stopalu, razporejene v medialno in lateralno vrsto. K medialni vrsti štejemo skočnico (talus), čolnič (os naviculare) in kline (ossa cuneiformia). V lateralno vrsto spadata petnica (calcaneus) in kocka (os cuboideus).

## Skočnica
Skočnica je kratka in masivna kost. Ima telo, vrat in glavo. Na telesu je zgoraj valjasta sklepna površina (trochlea tali) za stik z golenico in mečnico. Na spodnjem delu telesa so tri sklepne površine za sklep s petnico. Na glavi je spredaj sklepna ploskev za stik s čolničem.

## Petnica
Petnica leži pod skočnico. Na svoji zgornji površini ima tri sklepne za stik s skočnico. Zadaj ima masivno grčo (tuber calcanei), na katero se narašča kita triglave mečne mišice (m. triceps surae).